# Umeåuppropet
Umeåuppropet är ett initiativ mot mäns våld mot kvinnor och mot vardagsrädsla. Umeåuppropet startade 2006 i Umeå, i debatten om den så kallade Hagamannen. Uppropet ville lyfta frågorna från att handla om en enskild man, till att handla om kvinnors frihet ur en politisk synvinkel. Uppropet togs i uttryck i manifestationer och genom en hemsida. Det spred sig sedan till flera andra orter. Umeåuppropet tilldelades Ung Vänsters feministpris 2007.